# Natália de Sousa
Natália de Sousa (Lisboa, 25 de Janeiro de 1947 - Setúbal, 13 de Janeiro de 2021) foi uma atriz portuguesa. Fez teatro, televisão, rádio e cinema.

## Biografia
Estreou-se no teatro em 1974, tendo trabalhado ao lado de grandes nomes. No teatro de revista criou rábulas de grande sucesso. Em 1974 integrou o grupo que fundou o Teatro Ádóque onde fez teatro de revista e teatro infantil. Trabalhou também no Teatro ABC, Teatro Maria Vitória, Teatro Villaret ou Teatro Maria Matos e em vários espetáculos em digressão. A sua beleza fez com que fosse considerada uma sex-symbol no teatro. Faz os mais diversos géneros teatrais. 
Na televisão participou em programas como: Nicolau no País das Maravilhas (1975) e A Feira (1977). Em 1979 protagonizou a mini série dramática O Homem Que Matou o Diabo, seguem-se os programas Eu Show Nico, Sabadabadu, E o Resto São Cantigas.
Fez sucesso em O Tal Canal (1983) e Hermanias (1984), com Herman José. Entre muitos outros trabalhos, participou também na telenovela Ricardina e Marta (1989). O seu trabalho em televisão foi regular até á década de 2000.
Passou também pelo cinema com o filme Um Crime de Luxo (1991). A partir do início da década de 2000 afastou-se da vida artística devido á falta de trabalho.  A vontade de regressar á vida artística fez com que participasse no reality show da TVI, Circo das Celebridades (2006).
Em 2018 a actriz regressou à televisão interpretando a divertida Maria das Dores Pacheco na série da RTP Excursões AirLino, com Rui Unas e Dânia Neto. Participou também no programa Cá Por Casa com Herman José.
Morreu a 13 de janeiro de 2021, aos 73 anos, no Hospital de Setúbal, onde se encontrava internada.

## Televisão
| Ano  | Projeto                   | Personagem              | Notas |
| ---- | ------------------------- | ----------------------- | ----- |
| 1975 | Pifelim                   |                         |       |
| 1977 | A Festa                   |                         |       |
| 1979 | O Homem Que Matou o Diabo | Máxima                  |       |
| 1981 | E O Resto São Cantigas    |                         |       |
| 1983 | O Tal Canal               | Várias personagens      | [ 3 ] |
| 1984 | Hermanias                 | Várias personagens      |       |
| 1988 | Lá em Casa Tudo Bem       | Rosália                 |       |
| 1989 | Ricardina e Marta         | Amélia                  | [ 4 ] |
| 1990 | Um Solar Alfacinha        | Rosa Maria              |       |
| 1993 | O Leitinho do Néné        | Luísa                   |       |
| 1997 | As Aventuras do Camilo    | Ivone                   |       |
| 1998 | Não Há Duas Sem Três      | Sónia                   |       |
| 2000 | Médico de Família         | Júlia                   |       |
| 2001 | Milionários á Força       | Rosa                    |       |
| 2003 | As Taradas                |                         |       |
| 2018 | Excursões AirLino         | Maria das Dores Pacheco |       |
| 2018 | Cá Por Casa               | Carmo                   |       |

## Cinema
- 1991 - Um Crime de Luxo

## Teatro
- 1974 - Tudo a Nu com Parra Nova
- 1974 - Pides na Grelha - Teatro Ádóque[5]
- 1975 - A CIA dos Cardeais - Teatro Ádóque
- 1976 - Taran-Tan-Tan Não Enche Barriga - Teatro Ádóque
- 1977 - A Paródia - Teatro Ádóque[6]
- 1977 - A Batalha do Colchão - Teatro Capitólio
- 1977-1978 - Ó da Guarda - Teatro ABC[7][8]
- 1978 - Aldeia da Roupa Suja - Teatro Variedades
- 1980 - Filomena Marturano - Teatro Maria Matos
- 1981 - Paga as Favas! - Teatro Ádóque[9]
- 1981 - Não Há Nada Pra Ninguém - Teatro Maria Vitória
- 1981? - Disto é Que é Bom - Digressão
- 1982 - Sem Rei Nem Rock - Teatro Maria Vitória
- 1983 - Annie - Teatro Municipal Maria Matos[10]
- 1984 - Casar Sim, Mas Devagar - Teatro Variedades
- 1985 - Pouco Barulho - Teatro Villaret[11]
- 1986 - Coronel em Dois Actos
- 1992 - Revista à Vista - Cinema Odéon/Digressão
- 1993? - O Leitinho do Nené
- 2003? - As Taradas

Lista incompleta...

## Rádio (atriz)
- 1980 - Alves e Companhia [12]
- 1981 - Hora da Sorte[13]
- 1981 - A Vizinha do Lado[14]
- 1990 - Escola de Mulheres

...